# 三角絞め

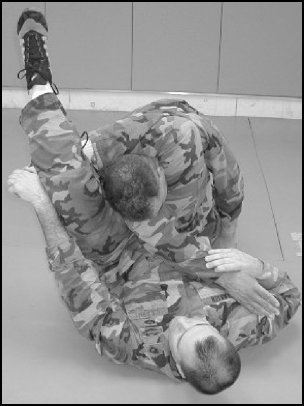
下からの前三角絞めの実演

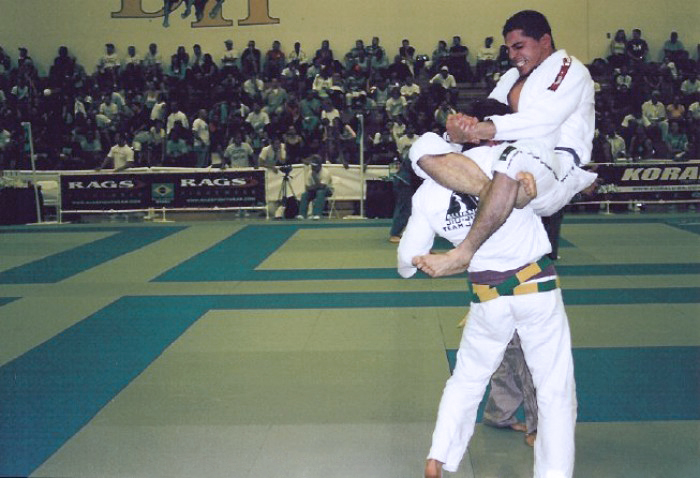
立ち姿勢の相手に飛びつき前三角絞を試みたブラジリアン柔術黒帯マルコス・トレグロサ

三角絞め（さんかくじめ）は、格闘技などで使用される絞め技の一種。相手の首と片腕を両足で捕らえ、相手の片側の頚動脈を内腿で絞めながら相手自身の肩で反対の頚動脈を絞める技である。戦前の日本で盛んだった旧制高校の柔道大会、いわゆる高専柔道で開発されたものだが、近年、ブラジリアン柔術やMMAなど世界中の格闘技に広がっている。
講道館や国際柔道連盟 (IJF) での正式名は三角絞。IJF略号SAJ。別名挟み逆（はさみぎゃく）、松葉緘（まつばがらみ）、松葉固（まつばがため）、三角緘（さんかくがらみ）、トライアングル・チョーク（Triangle Choke）、松葉緘の絞（まつばがらみのしめ）。

## 概要
高専柔道の強豪校のひとつ岡山の第六高等学校の金光弥一兵衛師範（起倒流備中派柔術、講道館柔道9段）と早川勝（後に8段）の稽古中に両脚を二葉松の松葉の様に伸ばして、両足首辺りで組む形態、もしくは、組まない形態で編み出した。
早川ら当時神戸一中の数人の学生と高専柔道の六高の一宮勝三郎が、六高OBの高橋徳兵衛が用いた「挟み逆」という技をヒントに考案し、師範の金光らが研究・改良を重ねて実戦で使えるレベルに仕上げた、というのが定説となっている。書籍『柔道大事典』では原型は足挟み（あしばさみ）つまりはヘッドシザースであるとしている。作家の増田俊也は高専柔道で足挟みが禁止技だったからこそ、ルールの隙をついて生まれた技だとしている。講道館柔道では足挟みは1941年（昭和16年）3月21日の改正で初めて禁止された。
三角絞めは当初、「松葉搦み」、「松葉固」と呼ばれた。1921年11月に武徳会兵庫支部主催の県下中学校柔道大会で神戸一中の主将・早川が、準決勝戦で県立商業中学の主将・足立を、決勝戦では御影師範学校の主将・沼田を立て続けにこの技で破って有効性を実証。その噂は遠く四国にも伝わり、のちには松山高校の岸川大事らがこの技に長じている。1922年には早川勝が六高に入学し、直後7月下旬に開催された大日本武徳会主催の青年演武大会で、六高柔道部のＯＢ会「六華会」の選手として出場した早川勝が早大「大化会」の田中正二3段を寝技に引き込んで三角に極めた。のちに試合規定が変更され、寝技への引き込みが禁止されるきっかけの1つとなった試合とも言われている。
他校では三角絞に対する防御法（旧制第八高校の金津尚二が編み出したため“金津式防御法”と呼ばれた）が研究・開発されたりもしたが、六高の大山正省（のち香川県柔道連盟会長）や堀部道輔らが三角絞に更なる改良を重ねてこの技を完成させている。書籍『柔道大事典』は最初は関節技（のちの腕挫三角固)として使われることが多く、たまに絞めで使用された、としている。書籍『柔道大事典』は、のちに片足首ともう一方の膝裏で組むようになり、小田常胤は「三角緘」と命名した、としている。そして絞めで使用される機会が増えた。前三角絞である。1926年の金光の著作『新式柔道』に既にこの形態の写真が「松葉搦の絞」の名で掲載されている。
一方、ブラジリアン柔術研究家の奥田照幸は1921年に柔道家の前田光世がキューバでのフランス人格闘家フォルニエール戦で相手に飛びついて両脚で相手の首と片腕をはさむ三角絞の原型の様な技を掛けている、としている。
1925年11月改正の講道館と武徳会の柔道試合審判規程で持ち上げられ得る状態での下からの三角絞・腕挫三角固は禁止に。
1928年の書籍『柔道精解』に掲載された明治神宮体育大会柔道乱取審判規程で下からの三角絞、腕挫三角固が全面禁止となる。
1929年からの昭和天覧試合でも下からの三角絞、腕挫三角固が全面禁止となる。
1937年、高専柔道東部予選トーナメントに向け、木村政彦を擁する拓大予科が横三角絞、同志社高商が立三角絞めを開発。増田は、立三角絞めがどんな技だったか資料はないが飛びつき前三角絞か立ち姿勢からの亀姿勢の相手への後三角絞ではないか、としている。
1955年（昭和30年）5月6日改正、講道館柔道試合審判規程で下からの三角絞・腕挫三角固は持ち上げられそうになったら解くことに。
1996年までに講道館柔道試合審判規定で下からの三角絞・腕挫三角固に対する規制がなくなる。
三角絞はブラジリアン柔術や総合格闘技の試合において多く用いられている。あらゆるポジションからの仕掛けての様々な防御に対する攻め方のバリエーションが研究・実践されている。増田はブラジリアン柔術への伝播はブラジル全土に小野柔道館を広げ、エリオ・グレイシーと二回引き分けている金光の町道場出身の柔道家小野安一が関係してるのではないかと推測している。一方でブラジリアン柔術マガジン『GRACIEMAG』は、小野は対エリオ・グレイシー戦の前の練習時の写真で三角絞を披露しているものが残っているが、探求心旺盛なホーウス・グレイシーが古い柔道の本で三角絞を発見し、ブラジリアン柔術の道場に広がっていった可能性がある、としている。また、ブラジリアン柔術研究家の奥田照幸は古い柔道の本で三角絞を発見したのは1970年代でホーウスの弟子のセルジオ・デルリオだとしている。
この技の体勢からさらに腕挫三角固や抑込技三角固に移行することもできる。
両脚の中に相手の腕を入れないと首4の字固めやヘッドシザースとなる。首4の字固めやヘッドシザースはブラジリアン柔術ではジュニアなどを含め全てのカテゴリーで認められているが三角絞より極まりにくい。柔道では反則である。両脚の中に相手の両腕を入れるとまず極まることはない。
柔道の試合では、中学生以下が行なうと即反則負けとなる。ブラジリアン柔術では頭を手で引き付けながらの三角絞は国際ブラジリアン柔術連盟、国際柔術連盟ともにティーン (U16) 以下では禁止技である。

## バリエーション

### 前三角絞
前三角絞（まえさんかくじめ）は相手の前方からの三角絞。向かい合った相手の左腕を前に引き出し、自分の左膝裏を相手の首にかけて前に崩す。首にかけた脚の足首を立てた状態で、自分の右脚をかぶせ、相手の肩と頭が抜けないようにする。両膝と頭と肩のある隙間を小さくするようにもっていき絞める。自分の内腿と相手の肩（三角筋）により相手の頚動脈が絞まる。柔道や柔術の試合では、相手の上衣を掴むことで脱出を困難にすることが可能。ガードポジションから極めることが多い。別名正三角絞（せいさんかくじめ）、表三角絞（おもてさんかくじめ）。

#### 反対三角絞
反対三角絞（はんたいさんかくじめ）は通常とは両脚を左右逆に組む前三角絞。両脚で相手の頭部と右腕をとらえ自身の左膝裏に自身の右足首を掛けて組んで絞める。

### 横三角絞

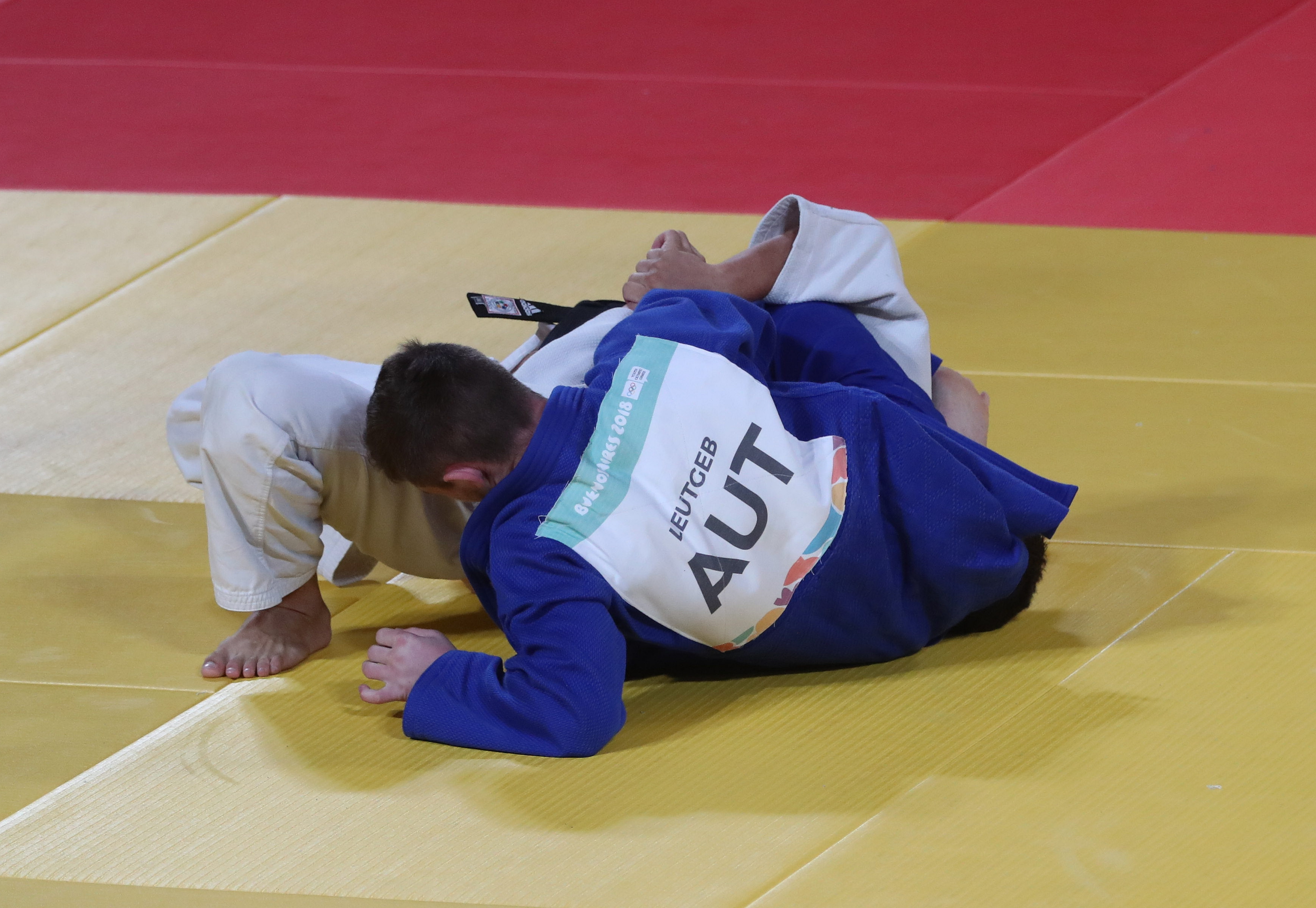
2018年ブエノスアイレスユースオリンピックでの横三角絞

横三角絞（よこさんかくじめ）は仰向けになった相手と体が直角に交差するような形で相手の足側を向きながら、頭と腕一本を両脚で挟んで絞める三角絞。受の頭部と右腕を受の左から取の左膝裏に右足首を当てて両脚で挟んで絞める。柔道ではこの技をかけたまま上体をひねり、臀部を床から浮かし下になった相手の胴部を抑えて、崩上四方固の横三角固に移行する展開も多い。木村政彦が在籍した拓大予科が高専柔道大会連覇の秘密兵器として開発したもの。絞めは極まりにくいが両脚を左右逆に組む場合もある。緒方亜香里はこの組み方を「逆三角」や「裏三角」と呼んでいる。緒方は一度、逆三角に組んでから普通の組み方に組み替える方法もあるとしている。
試合での実例
- Bellator V ライト級トーナメント準決勝戦 - 2009年5月1日

×ホルヘ・マスヴィダル　（3R 3:22 三角絞）　トビー・イマダ○
マスヴィダルが立ち姿勢でイマダが上記での両脚を左右逆に組み方で横三角絞を極めた。マスヴィタルは気絶し倒れ、イマダのサブミッション勝ちに。

### 後三角絞
後三角絞（うしろさんかくじめ）は相手の背後から絞める三角絞。受の頭部と右腕を取の右膝裏に左足首を当てた両脚での三角で絞める。完成した際の体勢の見栄えが良いため、プロレスラーの橋本真也が得意技としていた。別名裏三角絞（うらさんかくじめ）、逆三角絞（ぎゃくさんかくじめ）。
試合での実例
- 世界ジュニア柔道選手権大会2017女子63 kg級2回戦

○ルブヤナ・ピオベサナ（イギリス）　（00:24 三角絞)　マリア・グリズロバ（ロシア）×　
崩上四方固の三角固も成立しており「抑え込み」が宣せられたあとにグリズロバは参ったをした。

### 縦三角絞
縦三角絞（たてさんかくじめ）は受と取が頭部の向きが逆で正対して重なっての三角絞。よく見られるのは横四方固の基本形で抑え込まれた際に下から、この技で脱出する場面である。絞めは極まりにくい。横三角絞から徐々にずれたり、両脚を左右逆に組みかえ一気に移行する場合もある。別名裏三角絞（うらさんかくじめ）。

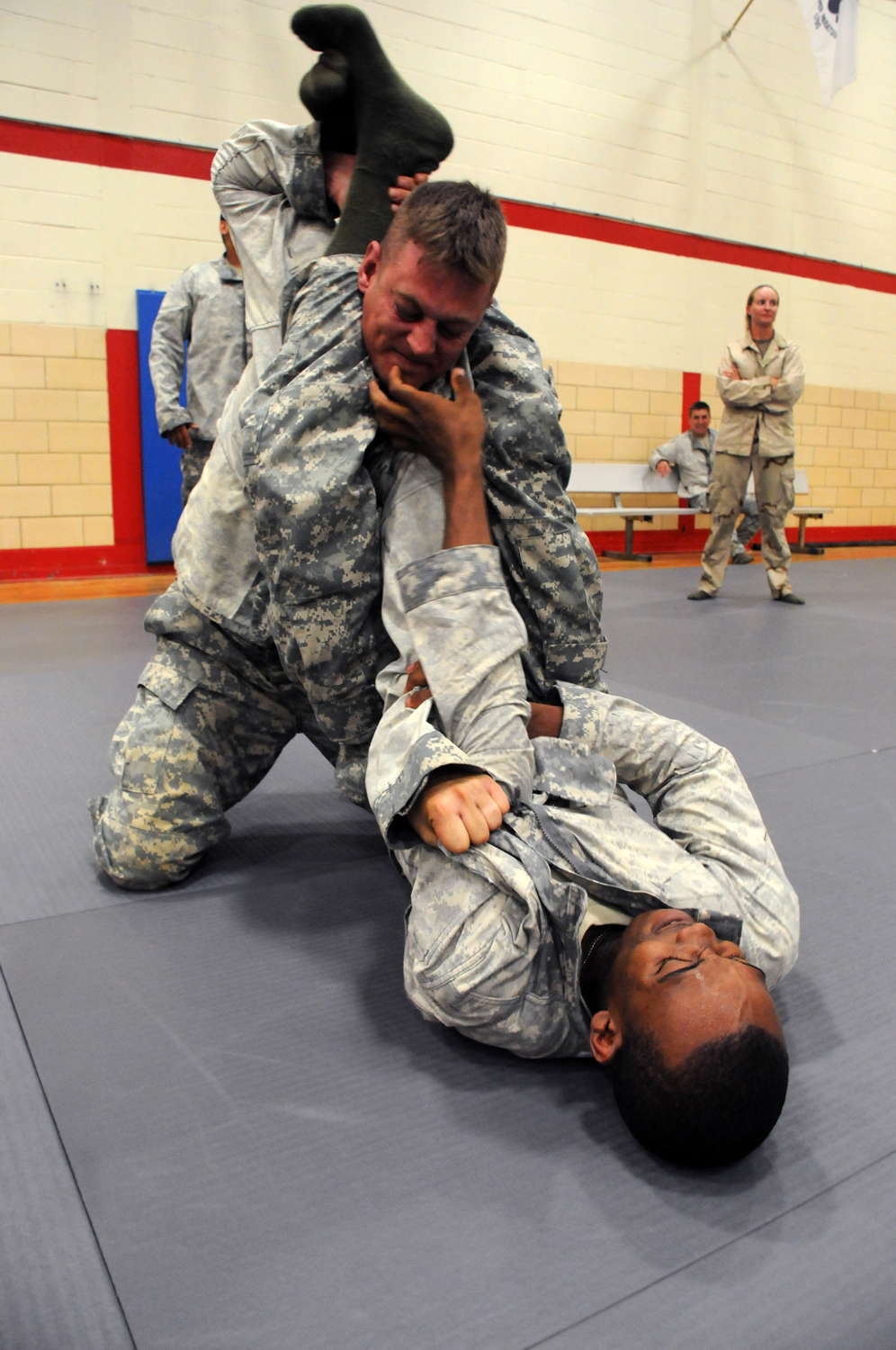
米海軍における三角絞の一種肩絞の実演

### 肩絞
肩絞（かたじめ）は両脚を足首辺りで組んで、もしくは、両脚を組まないでの主に下からの三角絞。前三角絞の原型。両脚をなるべく伸ばし両膝を閉めて絞める。別名松葉固（まつばがため）、松葉緘（まつばがらみ）。

### ティーピーチョーク
ティーピーチョークは肩絞から両腕で自分の両脚を抱え両手を相手の背中で組んで自分の両腿を絞めての三角絞。「ティーピー」とはアメリカインディアンのテントのことである。
試合での実例
- RIZIN.14第5試合MMAルール60.0 kg契約ワンマッチ（肘打ちあり）5分3R

○元谷友貴（1R 3:28 ネックシザース）ジャスティン・スコッギンス ×